# Misuzu Kaneko
En aquest nom japonès, el cognom és Kaneko.
Misuzu Kaneko (金子 みすゞ, Kaneko Misuzu, 11 d'abril de 1903 – 10 de març de 1930) fou una poeta i compositora de cançons japonesa. Va nàixer com a Kaneko Teru a Senzaki, ara part de Nagato, en la Prefectura de Yamaguchi. Senzaki era un poble de peixcadors, particularment depenent de les captures de sardina japonesa. Les escenes de peixca i de la mar apareixen freqüentment als poemes de Kaneko.

## Biografia
La carrera de Kaneko com a escriptora de poesia per a xiquets va començar de debò a l'edat de 20 anys, poc després que ella esdevingués la gerent i única empleada d'una petita llibreria a Shimonoseki, una ciutat situada al cap meridional de l'illa de Honshu. Aquí va descobrir un grapat de revistes que representaven un punt àlgid d'un auge local de la literatura infantil i que sol·licitaven històries i poemes als lectors. Kaneko hi va enviar una certa quantitat de poemes, cinc dels quals, entre ells Els Peixos, foren acceptats per a la seua publicació en el número de setembre de 1923 de quatre de les revistes. Al llarg dels següents 5 anys, Kaneko va publicar 51 poemes més.
El seu marit va contraure una malaltia venèria als barris de les prostitutes, i Kaneko es va divorciar d'ell. Inicialment, el marit estigué d'acord a permetre-li criar ella sola la filla que tenien, però posteriorment va canviar d'idea i tractà d'obtindre la custòdia de la nena. Com a protesta, ella va cometre suïcidi, escrivint-li una carta al marit abans de fer-ho en la que demanava a l'ex marit que li permetera a sa mare (d'ella) criar la xiqueta, ja que creia que ella mateixa no tenia la capacitat mental necessària per a realitzar eixa tasca. Kaneko ha sigut comparada amb Christina Rossetti.
El 1982, 512 poemes escrits de la pròpia mà de Kaneko i recollits en 3 quaderns foren trets a la llum per Setsuo Yazaki, i la col·lecció completa fou publicada pel JULA Publishing Bureau en una antologia de sis volums.